# 2013년 3월 죽음
다음은 2013년 3월에 사망한 저명한 인물 목록이다.
- 3월 3일
  - 우루과이의 축구인 루이스 쿠비야
  - 중화인민공화국의 배우 쑹원페이
- 3월 4일 - 일본의 축구인 마쓰나가 세키
- 3월 5일
  - 대한민국의 정치인 고원준
  - 미국의 프로레슬러 폴 베어러
  - 베네수엘라의 정치인 우고 차베스
- 3월 6일 - 러시아의 배우, 영화 감독 안드레이 파닌
- 3월 7일
  - 대한민국의 법조인 이병용
  - 영국의 기타리스트, 음악가, 음악 프로듀서 피터 뱅크스
- 3월 12일 - 대한민국의 배우 강태기
- 3월 13일
  - 미국의 배우 맬러카이 스론
  - 영국의 드러머 클라이브 버
- 3월 14일 - 캄보디아의 정치인 이엥 사리
- 3월 17일 - 대한민국의 국악인 서용석
- 3월 18일 - 미국의 수학자 메리 엘런 루딘
- 3월 19일
  - 대한민국의 전기공학자 이만영
  - 미국의 포르노 배우, 작가 해리 림스
- 3월 20일 - 방글라데시의 정치인 질루르 라만
- 3월 21일
  - 나이지리아의 소설가, 시인 치누아 아체베
  - 미국의 배우 로버트 니컬스
  - 이탈리아의 단거리달리기 선수, 정치인 피에트로 멘네아
- 3월 22일 - 쿠바의 피아노 연주자 베보 발데스
- 3월 23일
  - 대한민국의 정치인 하대돈
  - 캐나다의 보디빌더, 기업인 조 와이더
- 3월 24일 - 러시아의 기업인, 수학자 보리스 베레좁스키
- 3월 25일 - 대한민국의 축구인 전형두
- 3월 27일 - 일본의 배우 사카구치 료코
- 3월 28일
  - 미국의 록 기타리스트 휴 매크래컨
  - 영국의 배우 리처드 그리피스
  - 영국의 통계학자 조지 박스
  - 중화인민공화국의 정치인 스쭝위안
- 3월 29일
  - 대한민국의 배우 김수진
  - 중화인민공화국의 축구인 류캉
- 3월 30일
  - 미국의 기독교 작가 에디스 쉐퍼
  - 미국의 음악가 필 라몬